# Per Michael Johansen
Per Michael Johansen (født 15. august 1960) er rektor for Aalborg Universitet. 
Per Michael Johansen er uddannet civilingeniør fra Aalborg Universitet og er ligeledes ph.d. og dr.scient. i fysik. Per Michael Johansen har været adjunkt ved Institut for Fysik på Aalborg Universitet og derefter forsker ved Forskningscenter Risø i femten år. I 2005 blev Per Michael Johansen direktør for Svendborg International Maritime Academy. Derefter var Per Michael Johansen i syv år dekan på det Tekniske Fakultet på Syddansk Universitet. I maj 2014 overtog han rektorstillingen på Aalborg Universitet fra Finn Kjærsdam, der havde været rektor fra 2006 til 2014.  Per Michael Johansen blev i 2015 æresstudent ved Thisted Gymnasium – stx og hf, hvorfra han blev student i 1980.